# West Barming
West Barming var en civil parish fram till 1934 då den blev en del av Barming, i grevskapet Kent, i England. Civil parish var belägen 6 km från Maidstone och hade 22 invånare år 1931. Byn nämndes i Domedagsboken (Domesday Book) år 1086, och kallades då Bermelie.